# Pérama (ort i Grekland, Nordegeiska öarna)
Pérama är en ort i Grekland.   Den ligger i prefekturen Nomós Lésvou och regionen Nordegeiska öarna, i den östra delen av landet, 270 km öster om huvudstaden Aten. Pérama ligger 4 meter över havet och antalet invånare är 726. Den ligger på ön Lesbos.
Terrängen runt Pérama är kuperad åt nordväst, men åt sydost är den platt. Havet är nära Pérama österut.  Närmaste större samhälle är Mytilene, 8,6 km nordost om Pérama. 